# Даница Антић
Даница Антић (Београд, 20. октобар 1910 — Београд, 14. јануар 1989) била је српска сликарка колориста, која је сврстана између импресионизма и фовизма. Била је члан сликарске групе „Десеторо“.

## Биографија
Даница Антић је рођена у Београду, 20. октобра 1910. године где је завршила освовну школу и гимназију. Од почетка свог ликовног школовања имала је за професоре наше најбоље сликаре. У Другој женској гимназији „Краљица Наталија” јој је професор била Зора Петровић, а од 1931–1934. усавршава се у приватној школи нашег великог сликара Јована Бијелића. Студије сликарства наставља на Академији ликовне уметности у Београду, а 1938. године прекида студије у Београду и одлази у Париз на ликовне студије. Тамо проводи две године да би се по избијању Другог светског рата вратила у земљу.
У току рата се прикључује НОБ-у и рат завршава као цртач у штабу пропагандног одељења Прве армије на Сремском фронту. По ослобођењу наставља студије ликовне уметности на Академији ликовне уметности у Београду у класи професора Недељка Гвозденовића.
У периоду од 1952. до 1962. године, ради као ликовни педагог а после 1962. па до своје смрти ствара као слободни уметник. У току свог рада имала је студијска путовања по Француској, Италији, Швајцарској, Грчкој, Турској, Енглеској, Шкотској и Алжиру.
Дела Данице Антић се чувају у јавним збиркама: Народном музеју и Музеју савремене уметности у Београду, Спомен збирци Павла Бељанског и Поклон збирци Рајка Мамузића у Новом Саду али и другим музејима и приватним колекцијама.
Умрла је у Београду 14. јануара 1989. године.

## Сликарска група „Десеторо“
Сликарска група „Десеторо“ је заједнички излагала 1940. године у Београду и Загребу. Групу су сачињавали: Даница Антић, Боривој Грујић, Никола Граовац, Душан Влајић, Миливој Николајевић, Јурица Рибар, Љубица Сокић, Стојан Трумић, Алекса Челебоновић и Богдан Шупут. Иако по свом саставу хетерогена, група се састојала од 2 жене и 8 мушкараца, било је ту академских сликара, интелектуалаца са факултетским образовањем, али и сликара по вокацији, припадали су разним друштвеним слојевима од радништва до буржоазије. Заједничко овој групи је било то што су сви били сликари и ђаци Јована Бијелића. Неки од ових уметника су страдали у Другом светском рату, а они који су преживели били су значајни ликовни ствараоци у послератном периоду.

## Самосталне изложбе
Даница Антић је у току свог живота излагала на 46 групних изложби у земљи и 12 у иностранству, а самосталне изложбе су јој биле:
- 1954. Београд, Галерија УЛУС-а,
- 1956. Београд, Галерија „Веселин Маслеша“,
- 1963 — London, the Yugoslav N.T.O. Regent street,
- 1967. Београд, Ликовна галерија културног центра, „Београдски мотиви“,
- 1968. Београд, Галерија клуба Д. С. И. Т.,
- 1969. Београд, изложбени простор Народног универзитета „Браћа Стаменковић“,
- 1969. Београд, Галерија Дома ЈНА,
- 1969. Београд, Галерија „Веселин Маслеша“,
- 1969. Ријека, Изложбени салон ЈНА,
- 1970. Београд, Галерија „Веселин Маслеша“,
- 1971. Кула, Галерија Културно-пропагандног центра „Слике-уља"
- 1973. Чачак, Уметничка галерија „Надежда Петровић“,
- 1973. Аранђеловац, Павиљон „Књаз Милош“, изложба слика,
- 1973 — Berlin, Galerie "MILAN", "Le Bouquet",
- 1981. Лазаревац, Салон ликовне галерије „Савременици“ „Мартовске свечаности 1981.",
- 1981. Београд, Галерија „Фонтана“, слике,
- 1983. Београд, Ликовна галерија културног центра,
- 1983. Нови Сад, Галерија Рајка Марића,
- 1984. Ћуприја, Галерија Дома ЈНА,
- 1985. Топола, Галерија Карађорђев конак,
- 1986. Земун, Галерија Стара Капетанија,

## Признања
- 1955 — Награда „Невен“ за најбољу илустрацију књиге,
- 1958 — Савезна награда за унапређење ликовне наставе,
- 1983 — Октобарска награда града Београда, Београд
- 1965 — Награда УЛУС-а,
- 1966 — Савезна награда на Изложби „НОБ у делима ликовних уметника Југославије“,
- 1973 — „Златна палета“,
- 1973. - Награда завичајног Музеја Ровињ,
- 1974 — Прва награда Музеја града Београда на изложби „Београд инспирација сликара“,
- 1975 — Награда Туристичког савеза на изложби „Београд - инспирација сликара“,
- 1982 — Награда Музеја града Београда на изложби „Београд инспирација сликара“,
- 1983. — Октобарска награда града Београда,